# Festivalbar
Festivalbar is een festival dat in de zomer wordt gehouden sinds 1964. Tot 1982 werd het door de RAI uitgezonden, sinds 1983 door Mediaset van Silvio Berlusconi.

## Winnaars
- 1964: Bobby Solo - Credi a me
- 1965: Petula Clark - Ciao ciao
- 1966: Caterina Caselli  - Perdono
- 1967: Rocky Roberts - Stasera mi butto
- 1968: Adamo - Affida una lacrima al vento
- 1969: Lucio Battisti - Acqua azzurra acqua chiara
- 1970: Lucio Battisti - Fiori rosa fiori di pesco
- 1971: Demis Roussos - We Shall Dance
- 1972: Mia Martini - Piccolo uomo
- 1973: Mia Martini - "Minuetto"
- 1974: Claudio Baglioni - E tu
- 1975: Drupi - Due
- 1976: Gianni Bella - Non si può morire dentro
- 1977: Umberto Tozzi - Ti amo
- 1978: Alunni del Sole - Liù
- 1979: Alan Sorrenti - Tu sei l'unica donna per me
- 1980: Miguel Bosè - Olympic Games
- 1981: Donatella Rettore - Donatella
- 1982: Miguel Bosè - Bravi ragazzi
- 1983: Vasco Rossi - Bollicine
- 1984: Gianna Nannini - Fotoromanza
- 1985: Righeira - L'estate sta finendo
- 1986: Tracy Spencer - Run To Me
- 1987: Spagna - Dance Dance Dance
- 1988: Scialpi e Scarlett - Pregherei
- 1989: Raf - Ti pretendo
- 1990: Francesco Baccini e Ladri di Biciclette - Sotto questo sole
- 1991: Gino Paoli - Quattro amici
- 1992: Luca Carboni - Mare mare
- 1993: Raf - Il battito animale
- 1994: Umberto Tozzi - Io muoio di te
- 1995: 883 - Tieni il tempo
- 1996: Eros Ramazzotti - Più bella cosa
- 1997: Pino Daniele - Che male c'è
- 1998: Vasco Rossi - L'una per te
- 1999: Jovanotti - Un raggio di sole
- 2000: Lunapop - Qualcosa di grande
- 2001: Vasco Rossi - Ti prendo e ti porto via
- 2002: Ligabue - Eri bellissima
- 2003: Eros Ramazzotti - Un'emozione per sempre
- 2004: Zucchero - Il grande Baboomba
- 2005: Nek - Lascia che io sia
- 2006: Ligabue - Happy Hour
- 2007: Negramaro - Parlami d'amore

## Albumwinnaars
- 1986: Eros Ramazzotti - Nuovi eroi
- 1987: Zucchero - Blue's
- 1988: Tullio De Piscopo - Bello carico
- 1989: Edoardo Bennato - Abbi dubbi
- 1990: Eros Ramazzotti - In ogni senso
- 1991: Marco Masini - Malinconoia
- 1992: Roberto Vecchioni - Camper
- 1993: 883 - Nord Sud Ovest Est
- 1994: Miguel Bosè - Sotto il segno di Caino
- 1995: Zucchero - Spirito diVino
- 1996: Eros Ramazzotti - Dove c’è musica
- 1997: Pino Daniele -  Dimmi cosa succede sulla terra
- 1998: Vasco Rossi - Canzoni per me
- 1999: Jovanotti - Capo Horn
- 2000: Ligabue - Miss Mondo
- 2001: Raf - Infinito
- 2002: Zucchero - Shake
- 2003: Eros Ramazzotti - 9
- 2004: Biagio Antonacci - Convivendo parte I
- 2005: Nek - Una parte di me
- 2006: Gianna Nannini - Grazie
- 2007: Biagio Antonacci - Vicky Love